# Vilargent
Vilargent és una antiga masia del municipi d'Aiguafreda citada ja el 1199, però de construcció anterior al segle xii, de fet, es tracta d'una de les masies més antigues d'Aiguafreda. El 1406 torna a ser citada com un dels masos dels senyors d'Aiguafreda. Es troba emplaçat en un punt alt dominant respecte bona part del terme municipal, al vessant sud-occidental de la Serra de l'Arca i envoltada de terres de conreu i alzinar.
Tenia una mida mitjana, i a pesar de l'avançat estat ruïnós de la construcció, encara s'identifica la planta original, les característiques del volum i es conserven més de dues parets formant angle d'alçada mínima de dos metres, parts de mur de paredat comú i pedres cantoneres; amb tot hi ha vestigis aparents amb superfície mínima de 75 m². Al costat es detecten les ruïnes d'un antic edifici auxiliar, possiblement destinat a emmagatzemar gra i palla. La masia també comptava amb un pou del qual encara se'n conserva l'obertura.
L'edificació es troba dins de l'espai d'interès natural del massís del Montseny i a la xarxa Natura 2000 i també està inclosa dins l'inventari del patrimoni construït del Pla especial de protecció del medi natural i el paisatge del Parc Natural del Montseny (PEPMNPPM).